# Lily van Angeren-Franz
Lily van Angeren-Franz (* 24. Januar 1924 in Neustädtel; † 7. März 2011 in Woerden (Niederlande)) war eine deutsche Sintiza aus Hildesheim, Überlebende des Porajmos und wichtige Zeitzeugin. Sie überlebte die Deportation in das „Zigeunerlager Auschwitz“ sowie das KZ Ravensbrück und dessen Außenlager Graslitz (Kraslice). Nach Ende des Zweiten Weltkrieges lebte sie in den Niederlanden und hat sich um die Erinnerung an die NS-Verbrechen an den europäischen Sinti und Roma verdient gemacht.

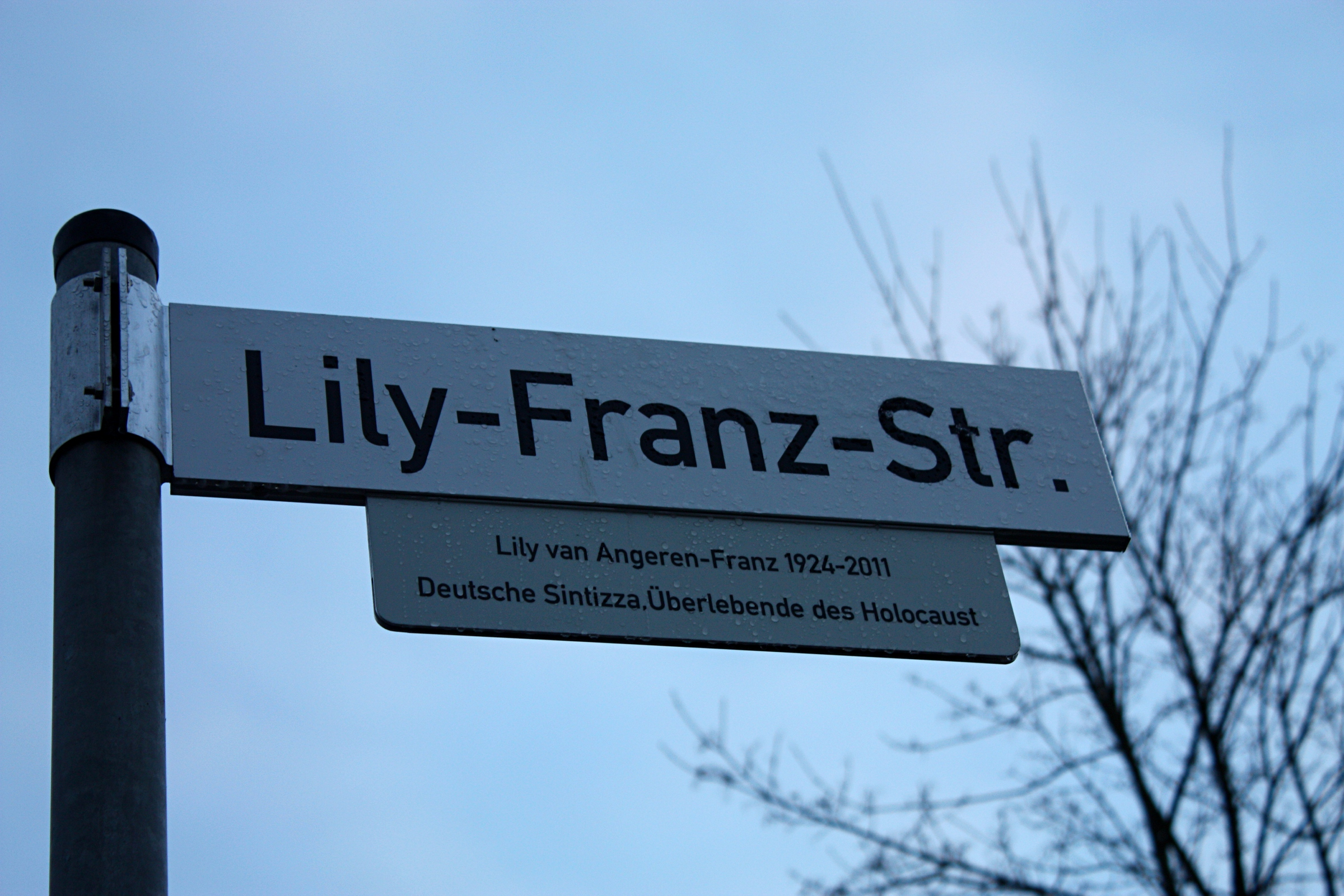
Straßenschild Lily-Franz-Straße in Hildesheim

## Leben

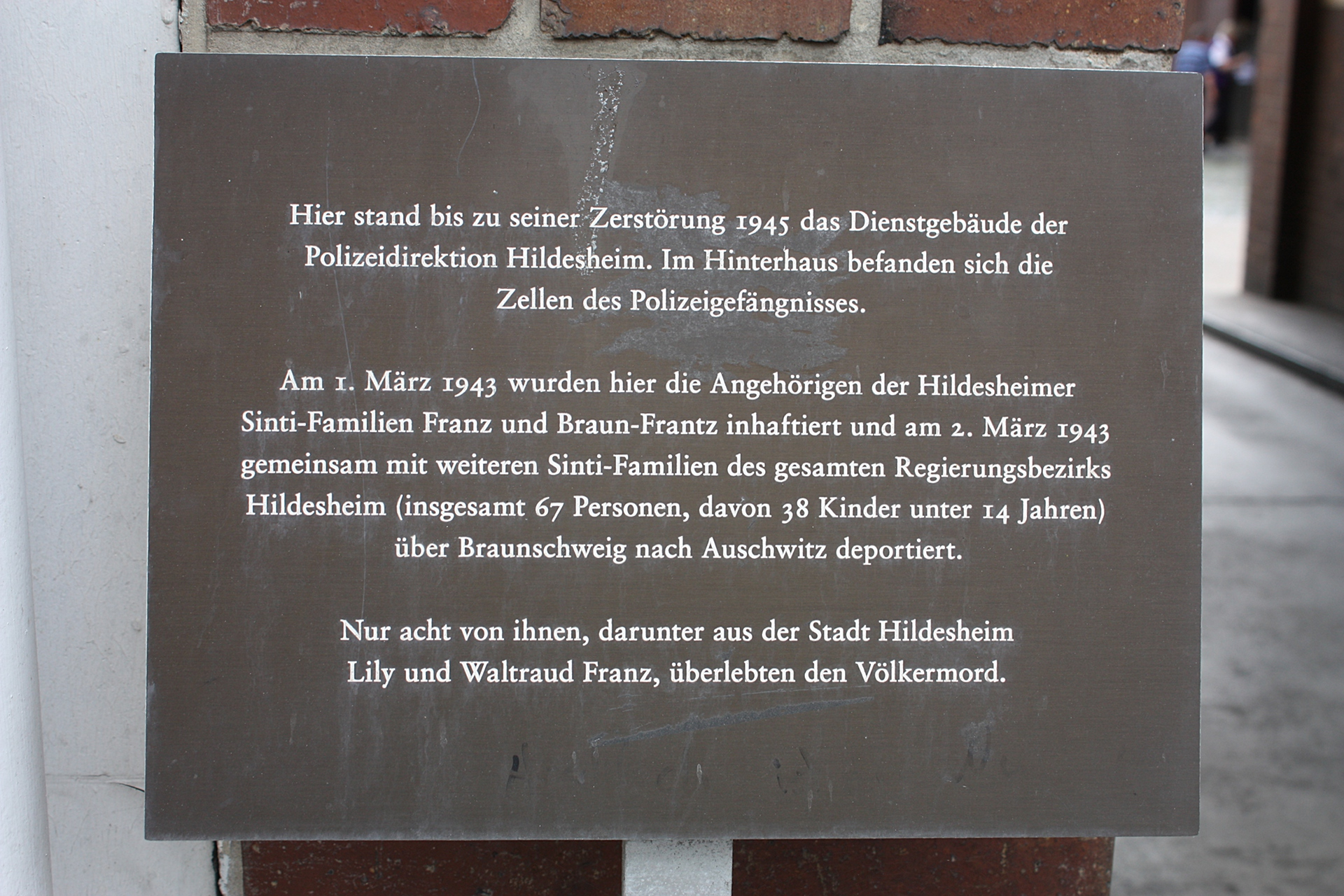
Gedenktafel über die Verschleppung der Sinti aus Hildesheim und Umgebung

Am 24. Januar 1924 wurde Lily (teilweise auch Lilli oder Lilly) van Angeren-Franz als Adele Franz wahrscheinlich in Neustädtel (polnisch Nowe Miasteczko) geboren.
Ihr Vater, Julius Franz, war Musiker und Pferdehändler, ihre Mutter, Anna Franz, Kurzwarenhändlerin. Sie war die Älteste von sechs Geschwistern. Es folgten Hedwig (= Waltraud, 1927), Hanu (= Wilhelm, 1929), Schelein (= Karl, 1931), Neke (= Gerhard, 1932) und Gimpel (= Günter, 1933) sowie Trudel (1936), über die nichts weiter bekannt ist.
Bis 1929 lebten die Eltern mit den Kindern als reisend Erwerbstätige in Oberschlesien. Wie viele Menschen in den Armutsgebieten des preußischen Ostens, darunter auch zahlreiche Angehörige der Roma-Minderheit, entschieden sie sich für eine Migration in den Westen Preußens und zogen in die Nähe von Hildesheim zu.
Am 13. Juni 1938, wurde ihr Vater Julius auf der Rückreise der ganzen Familie nach Hildesheim, in der Nähe von Kassel im Zuge der Aktion „Arbeitsscheu Reich“ verhaftet und in das KZ Sachsenhausen verschleppt. Die restliche Familie blieb im Ungewissen zurück.
Die Mutter ließ sich nun in Hildesheim nieder. Mit 15 musste Lily ein Pflichtjahr in einer Familie ableisten, in dem ein Tag pro Woche in der Hauswirtschaftsschule und ein Tag Arbeit in der Munitionsfabrik abzuleisten waren. Ab September 1941 arbeitete* sie in der Gummifabrik Wetzel im Hildesheimer Stadtteil Moritzberg. Nach Inkrafttreten des Auschwitz-Erlasses wurde sie am 1. März 1943 an ihrer Arbeitsstelle festgenommen und zusammen mit weiteren Sinti aus Hildesheim am 2. März in das „Zigeunerlager“ in Auschwitz-Birkenau deportiert. Lily erhielt die Lagernummer Z-562. Durch ihre Fähigkeit des Schreibens und Lesens kam sie in der Schreibstube unter und konnte durch diese Tätigkeit viele Verbrechen dokumentieren.
Im Lager verstarb ihr Bruder Schelein. Lily konnte ihre Schwester Waltraud vor dem Tod retten. Dabei half ihr Zbigniew Glowacki, ein polnischer Medizinstudent, die beiden wurden ein Paar. Lily bekam eine Blinddarmentzündung und musste operiert werden. An einer sich anschließenden Bauchfellentzündung stand sie kurz vor dem Tod, wieder konnte ihr Zbigniew mit Medikamenten helfen. Da in der Krankenstation auch der Lagerarzt Josef Mengele seine Verbrechen beging, blieb lange unklar, ob sie nicht auch während der Operation sterilisiert wurde. Ihre Schwester Waltraud, wurde am 24. Mai 1944 aus Auschwitz verlegt und überlebte. Kurz vor der Liquidation des „Zigeunerlagers“ wurde Lily in das Konzentrationslager Ravensbrück verlegt und entging somit der Ermordung aller verbliebenen Sinti und Roma, einschließlich ihrer eigenen Familie. Im Außenlager Graslitz (Kraslice) musste sie Gewehre justieren.
Im April 1945 gelang ihr zusammen mit anderen die Flucht während eines Todesmarsches. In Asch (tschechisch Aš) wurde sie von den Niederländern in Obhut genommen und später nach Erfurt in ein Lager für Displaced Persons verbracht. Dort lernte sie Leo Jansen, ihren späteren Mann, kennen. Sie arbeitete für das Rote Kreuz und ging in die Niederlande. Ihr Aufenthaltsstatus war in dort ungesichert, durch eine Adoption durch Piet und Door Gelen konnte sie in den Niederlanden bleiben. Später heiratete sie Leo Jansen. Die beiden bekamen vier Kinder.
1952 erhielt sie Nachricht, dass ihr Vater Julius und ihre Schwester Waltraud in Hildesheim lebten. Später konnte ein Besuch in Bad Bentheim nahe der Deutsch-Niederländischen Grenze arrangiert werden. Schon 1964 verstarb ihr Vater, die Beerdigung in Hildesheim war ein großes Wiedersehen der weit verstreuten Sinti-Familien. Ihr Ehemann Leo starb nach langer Krankheit trotz intensiver Pflege. Ende der 1970er verband sie sich mit Nico van Angeren, den sie 1986 standesamtlich heiratete.
In einem der letzten deutschen NS-Prozesse, der in Siegen gegen den SS-Blockführer Ernst-August König geführt wurde (1987–1991), war Lily van Angeren eine der wichtigsten Zeuginnen, da sie nahezu alle im „Zigeunerlager“ tätigen SS-Leute namentlich und mit ihrer Funktion benennen konnte. Ihre detaillierte Aussage war wesentlich für die Urteilsfindung in diesem Verfahren, das eins der ganz wenigen war, in denen Täter wegen Verbrechen an Sinti und Roma verurteilt wurden.
Lily van Angeren-Franz starb am 7. März 2011 in Woerden (Niederlande). Bereits 1997 war die niederländische Originalausgabe ihrer Lebensgeschichte Lily. Het unieke levensverhaal van een zegeunerin erschienen, 2004 folgte die deutsche Übersetzung „Polizeilich zwangsentführt.“ Das Leben der Sintizza Lily van Angeren-Franz von ihr selbst erzählt.
Eine Einladung nach Hildesheim erfolgte 2002, wo sie vom damaligen Oberbürgermeister Kurt Machens im Rahmen einer Ausstellung über das Schicksal der Hildesheimer Sinti empfangen wurde. Auch eine Gedenktafel über die Deportation der Hildesheimer Sinti wurde aufgestellt.
Auch ein Treffen mit Zbigniew wurde 2003 möglich, nachdem ein niederländischer TV-Sender ihn in Australien gefunden hatte.

## Ehrungen
2015 wurde eine Straße in Hildesheim nach ihr benannt.